# Karamlech
Karamlech (en arabe : كرمليس) est une ville située en Irak à l'est de Mossoul. Elle est située dans la province de Ninive.

## Histoire
La ville est prise par l'État islamique le 7 août 2014, et reprise par l'armée irakienne le 24 octobre 2016 lors de la bataille de Mossoul.
Le 24 octobre 2016, l'armée irakienne a annoncé qu'elle avait repris Karamlech, après de violents affrontements.
Avant l'arrivée de l'Etat islamique, il y avait environ 10 000 habitants à Karamlech, en grande majorité chrétiens. 